# Psiloteleia striatigena
Psiloteleia striatigena är en stekelart som beskrevs av Jean-Jacques Kieffer 1910. Psiloteleia striatigena ingår i släktet Psiloteleia och familjen Scelionidae. Inga underarter finns listade i Catalogue of Life.